# Sandbumoen
Sandbumoen is een plaats in de Noorse gemeente Sel, provincie Innlandet. Sandbumoen telt 264 inwoners (2007) en heeft een oppervlakte van 0,25 km².